# (26715) South Dakota
(26715) South Dakota est un astéroïde de la ceinture principale.

## Description
(26715) South Dakota est un astéroïde de la ceinture principale. Il fut découvert le 16 avril 2001 à Badlands (Dakota du Sud) par Ron Dyvig. Il présente une orbite caractérisée par un demi-grand axe de 2,71 UA, une excentricité de 0,11 et une inclinaison de 4,2° par rapport à l'écliptique.

## Compléments